# Márcio de Sousa
Márcio Gonçalves Bentes de Sousa (Manaos, 4 de marzo de 1946 - Manaos, 12 de agosto de 2024) fue un escritor brasileño, reconocido por sus escritos sobre temas relacionados con el Amazonas.

## Biografía
Cuando era joven comenzó a trabajar como crítico de cine en el periódico O Trabalhista en Manaos.
En 1965 se hace cargo de coordinar las ediciones del Estado del Amazonas. Se muda a São Paulo y comienza a estudiar Ciencias Sociales en la Universidad de São Paulo. Es perseguido durante la dictadura militar, e interrumpe sus estudios en 1969, comenzando una vida profesional en el cine como crítico, guionista y director. En el ámbito de la dramaturgia escribió obras como As folias do látex y Tem piranha no pirarucu.
Con la obra Galvez Imperador do Acre inicia su carrera literaria en 1976. Escribe diversas obras relacionadas con el ambiente sociocultural del Amazonas, tales como Mad Maria, Plácido de Castro contra o Bolivian Syndicate, Zona Franca, meu amor, Silvino Santos: o cineasta do ciclo da borracha, entre otras.
Entre 1981 y 1982 publicó por entregas en el periódico Folha de São Paulo el romance A Resistível Ascensão do Boto Tucuxi.
También destacó como cineasta y ensayista (A selva; A expressão amazonense do neolítico à sociedade de consumo). Más recientemente escribió una tetralogía sobre la época en que la antigua Provincia de Grão-Pará, que fue durante el período colonial un Estado separado del Estado de Brasil, atravesó una crisis al ser anexada a Brasil y sufrió revueltas contra el poder de Río de Janeiro y contra la desigualdad social que padecían los negros y los indígenas.

### Ficción
- Mostrador de Sombras UBE/Amazonas e Editora Sérgio Cardoso. 1969
- Galvez – Imperador do Acre Edições Governo do Estado do Amazonas. 1976
- A Expressão Amazonense Editora Alfa-ômega, São Paulo. 1977
- Operação Silêncio Editora Civilização Brasileira, Rio de Janeiro. 1978
- Teatro Indígena do Amazonas Editora Codecri, Rio de Janeiro. 1979
- Feira Brasileira de Opinião Editora Global, São Paulo. 1979
- Malditos Escritores Movimento, São Paulo. 1979
- Mad Maria Editora Civilização Brasileira, Rio de Janeiro. 1980
- Tem Piranha no Pirarucu Editora Codecri, Rio de Janeiro. 1980
- A Resistível Ascensão do Boto Tucuxi Editora Marco Zero, Rio de Janeiro. 1982
- A Ordem do Dia Editora Marco Zero, Rio de Janeiro. 1983
- O Palco Verde Editora Marco Zero, São Paulo. 1983
- A Condolência Editora Marco Zero, São Paulo. 1984
- O Brasileiro Voador Editora Marco Zero, São Paulo. 1985
- O Empate Contra Chico Mendes Editora Marco Zero, São Paulo. 1986
- O Fim do Terceiro Mundo Editora Marco Zero, São Paulo;1989
- Breve História da Amazônia Editora Marco Zero, São Paulo. 1992
- A Caligrafia de Deus Editora Marco Zero, São Paulo. 1993
- Anavilhanas, O Jardim do Rio Negro Editora Agir, Rio de Janeiro. 1996
- Lealdade Editora Marco Zero, São Paulo. 1997
- Teatro Completo – Volumes I, II e III, Editora Marco Zero, São Paulo. 1997
- Um Olhar Sobre a Cultura Brasileira com Francisco Weffort. Edição do Ministério da Cultura, Brasília. 1998
- Silvino Santos o cineasta do ciclo da borracha, Edições Funarte, Rio de Janeiro. 1996
- Parque do Jaú Editora Agir, Rio de Janeiro. 2000
- Fascínio e Repulsa Edições do Fundo Nacional de Cultura, Rio de Janeiro. 2000
- Entre Moisés e Macunaíma com Moacyr Scliar, Editora Garamond, Rio de Janeiro. 2000
- Desordem, Editora Record Rio de Janeiro. 2001
- Pico da Neblina, Editora Agir Rio de Janeiro. 2001
- Breve História da Amazônia Editora Agir, Rio de Janeiro. 2001
- Políticas Culturais Brasileiras Editora Manole, São Paulo. 2002
- A Expressão Amazonense Edição revista, Editora Valer, Manaus. 2002
- Galvez, Imperador do Acre versão em quadrinhos. Secult-Pará, Belém. 2004

### Ensayos
- Mostrador de Sombras (1969)
- A Expressão Amazonense (1977)
- O Empate Contra Chico Mendes (1986)
- Breve História da Amazônia (1992)
- Anavilhanas, O Jardim do Rio Negro (1996)